# La terra degli uomini rossi - Birdwatchers
La terra degli uomini rossi - Birdwatchers è un film del 2008 diretto da Marco Bechis.
Ambientato in Brasile e uscito il 9 settembre 2008, il film tratta il rapporto tra la popolazione dei Guarani Kaiowá e i fazendeiros brasiliani.